# The Rebound
The Rebound, conocida como Mi Segunda Vez (en España) y Amante Accidental (en Hispanoamérica) es una película que se estrenó en 2009 escrita y dirigida por Bart Freundlich y protagonizada por Catherine Zeta-Jones y Justin Bartha. Cuenta cómo una madre soltera de 40 años empieza un romance con el joven niñero de sus hijos Frank y Sadie. 

## Trama
Cuando Sandy (Catherine Zeta-Jones), una bella e inteligente mujer de 40 años descubre que su marido la engaña con otra mujer, se traslada a Nueva York con sus dos hijos (Frank y Sadie) para empezar una nueva vida.
Un nuevo trabajo exigente la obliga a buscar una niñera y al final se lo propone a Aram, su nuevo vecino de 25 años, quien todavía está intentando entender que quiere hacer con su vida después de separarse con su aún esposa, una francesa que se casó con Aram para obtener la nacionalidad, y de la que no se ha divorciado porque cree que sería muy cruel hacer que la deporten.
Con el tiempo, Aram y los hijos de Sandy establecen una fuerte relación. Además entre él y Sandy nace una innegable química. 
Aram y Sandy inician una relación. Sin embargo, meses después aparecen conflictos debido a la sospecha errónea de Sandy acerca de estar embarazada. Después de la visita al médico, Aram y Sandy discuten y ella decide terminar con la relación argumentando que esa no es la vida que Aram, o cualquier chico de 25 años, debería vivir.
Luego de romper, Aram se divorcia e inicia un viaje por el mundo, mientras que Sandy deja de lado las citas para dedicarse a su carrera y a sus hijos. 
Pasa el tiempo, y cinco años después, Aram y Sandy se reencuentran mientras él celebraba junto a sus padres su regreso a Nueva York y ella, su nuevo ascenso. Mientras hablan, Aram le presenta a su hijo adoptivo a quien conoció en Bangladés, Sandy no puede evitar preguntar si el niño tiene una madre, a lo que Aram responde que aún no, pues nadie les agrada.
La madre de Aram interrumpe la conversación y menciona que Aram no ha dejado de hablar de Sandy ni un solo día, Sandy invita a Aram y su familia a sentarse en su mesa, la madre de Aram accede sin dejarlo hablar. Aram vuelve a ver a Frank y a Sadie, y mientras se sienta junto a Sandy en la mesa se puede ver lo bien que congenian Frank y Sadie con el hijo de Aram.
Finalmente, Aram y Sandy se toman las manos por debajo de la mesa, dando a entender que nunca se olvidaron y que tendrían su segunda vez.

## Reparto
| Personaje        | Actor                     |
| ---------------- | ------------------------- |
| Sandy            | Catherine Zeta-Jones      |
| Aram Finklestein | Justin Bartha             |
| Trevor           | John Schneider            |
| Roberta          | Joanna Gleason            |
| Michael          | Rob Kerkovich             |
| Frank            | Andrew Cherry-Jake Cherry |
| Sadie            | Kelly Gould               |

## Producción
La película empezó a rodarse el 17 de abril de 2008 en Nueva York y en Istambul.